# Ellen Osiier
	Ellen Ottilia Osiier-Thomsen (Hjørring, 13 augustus 1890 - Kopenhagen, 6 september 1962) was een Deens schermster.
Osiier won tijdens de Olympische Zomerspelen 1924 de gouden medaille met de floret, zij verloor geen wedstrijd in drie verschillende poulefases. Dit waren de eerste spelen waarbij vrouwen mochten deelnemen aan het schermen. Tijdens deze spelen was het floretschermen het enige onderdeel voor vrouwen, voor de mannen werd er gestreden in zes verschillende onderdelen. Tot en met de spelen van 2016 is het de enige Deense olympische gouden medaille bij het schermen.
Osiier was getrouwd met Deense schermer Ivan Osiier.

## Resultaten

### Olympische Zomerspelen
| Jaar | Plaats | Resultaten |
| ---- | ------ | ---------- |
| 1924 | Parijs | floret     |

1924: Ellen Osiier ·
1928: Helene Mayer ·
1932: Ellen Preis ·
1936: Ilona Elek ·
1948: Ilona Elek ·
1952: Irene Camber ·
1956: Gillian Sheen ·
1960: Heidi Schmid ·
1964: Ildikó Uslaky-Rejtő ·
1968: Jelena Novikova ·
1972: Antonella Ragno-Lonzi ·
1976: Ildikó Schwarczenberger ·
1980: Pascale Trinquet ·
1984: Luan Jujie ·
1988: Anja Fichtel ·
1992: Giovanna Trillini ·
1996: Laura Badea ·
2000: Valentina Vezzali ·
2004: Valentina Vezzali ·
2008: Valentina Vezzali ·
2012: Elisa Di Francisca ·
2016: Inna Deriglazova ·
2020: Lee Kiefer ·
2024: Lee Kiefer